# كبوسينية
الكبوسينية (الاسم العلمي: Tropaeolaceae) هي فصيلة من النباتات تتبع رتبة الكرنبيات من طائفة ثنائيات الفلقة.

## أجناس
- الكبوسين	(الاسم العلمي:Tropaeolum)
- (الاسم العلمي:Trophaeastrum)
- (الاسم العلمي:Trophaeum)